# Tom Kibble

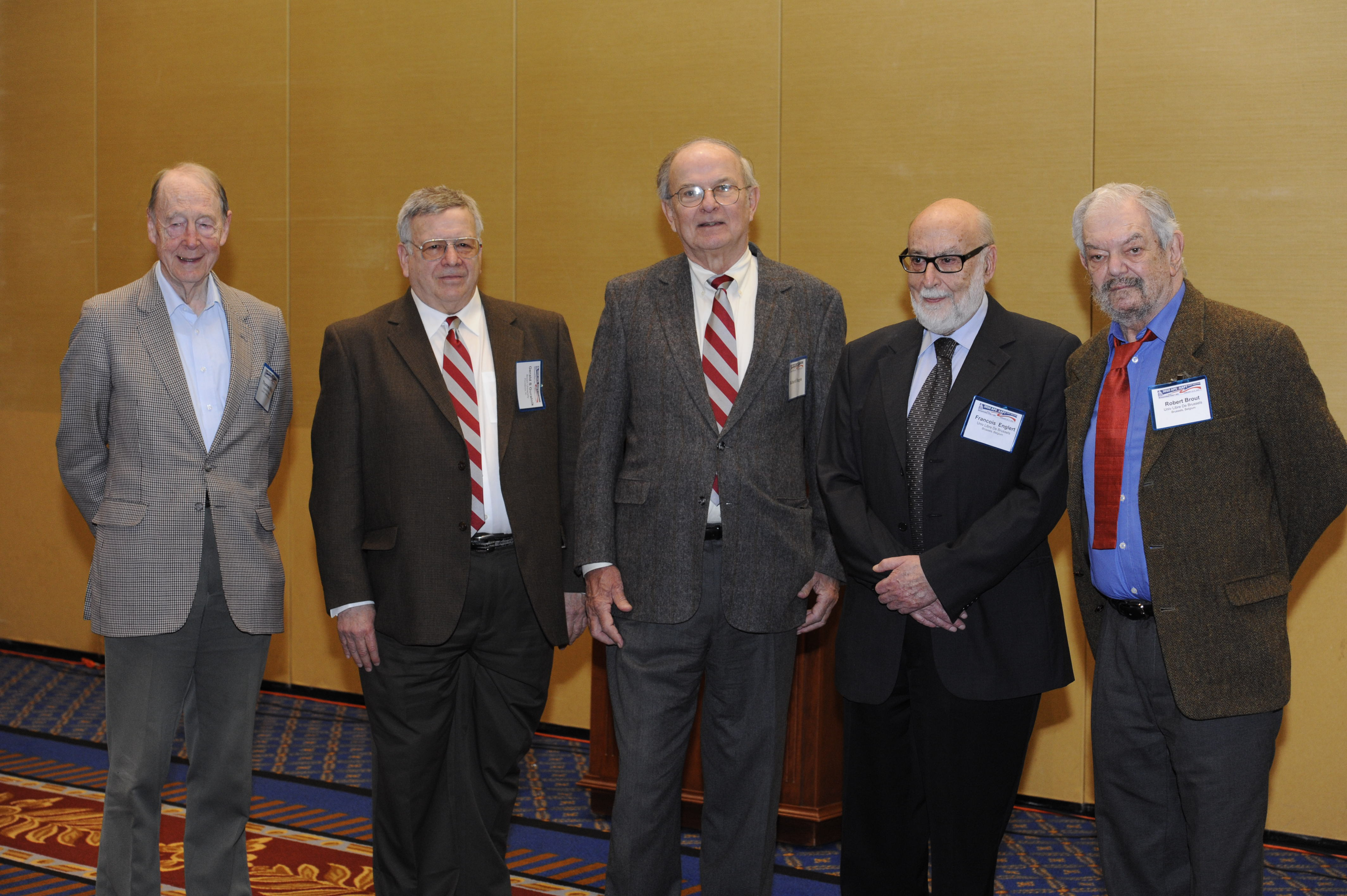
Kibble, Guralnik, Hagen, Englert und Brout bei der Verleihung des Sakurai-Preises 2010

Sir Thomas Walter Bannerman Kibble CBE (Tom Kibble, meist zitiert als T. W. B. Kibble; * 23. Dezember 1932 in Madras; † 2. Juni 2016 in London) war ein britischer theoretischer Physiker.

## Biografie
T. W. B. Kibble wurde als Sohn des Mathematikers Walter Frederick Kibble und der Missionarin Janet Cowan Watson Bannerman (1893–1976) im damaligen Britisch-Indien geboren. An der University of Edinburgh erwarb er seinen Bachelor of Science in Mathematik und seinen Master of Science in Physik. 1958 wurde er an der University of Edinburgh zum Ph.D. in Mathematischer Physik promoviert. Anschließend lehrte er von 1958 bis 1959 am California Institute of Technology und als Dozent von 1959 bis 1970 am Imperial College London.
Er war seit 1970 Professor und Senior Researcher am Blackett Laboratory des Imperial College London, wo er in den 1980er Jahren Vorstand der Physik-Fakultät und danach Professor emeritus war. Bekannt wurde er durch seine Arbeiten mit Carl R. Hagen und Gerald Guralnik über spontane Symmetriebrechung als Methode der Massenerzeugung von Vektorbosonen in Yang-Mills-Theorien, eine wichtige Basis des Standardmodells. Unabhängig gelang dies auch Peter Higgs sowie François Englert und Robert Brout, später als Higgs-Mechanismus bekannt. Weiter beschäftigte er sich mit Strukturbildung durch topologische Defekte in der Kosmologie wie Kosmische Strings. Von ihm und Wojciech Zurek stammt der Kibble-Zurek-Mechanismus in der Kosmologie und Festkörperphysik.
1961 entwickelte er mit Dennis Sciama eine Eichtheorie der Gravitation mit der Poincaré-Gruppe als Eichgruppe, die die Einstein-Cartan-Theorie umfasst.

## Auszeichnungen
Kibble war seit 1980 Fellow der Royal Society. 1981 erhielt er mit Higgs die Hughes Medal der Royal Society, 1984 ebenfalls mit Higgs die Rutherford Medal des Institute of Physics (IOP). 1993 erhielt er die Guthrie-Medaille. 1998 wurde er Commander of the British Empire. 2000 wurde er zum ordentlichen Mitglied der Academia Europaea gewählt. 2010 erhielt er mit Guralnik, Hagen, Higgs, Englert, Brout den Sakurai-Preis. 2012 erhielt er die Royal Medal der Royal Society. 2013 wurde ihm gemeinsam mit James Peebles und Martin Rees die Dirac-Medaille (ICTP) zugesprochen. 2014 wurde Kibble mit der Albert-Einstein-Medaille ausgezeichnet und von Königin Elisabeth II. zum Ritter geschlagen. Für 2016 wurde ihm postum die Isaac-Newton-Medaille des IOP zugesprochen.

## Schriften
- T. W. B. Kibble: Classical Mechanics. McGraw-Hill Publishing Company, Maidenhead, Berkshire, England 1966 (englisch, archive.org). 3. Aufl. Longman 1985